# Kris Evans
Kris Evans (Nagyatád, 1986. május 2., születési neve Szigeti Csaba) egykori pornószínész, modell és testépítő. Kizárólag meleg pornófilmekben dolgozott. Pornószínészként Kris Evans álnév alatt ismert, testépítőként születési neve alatt ismert.

## Karrierje

### Pornószínészként
Evans 18 éves korában debütált a meleg pornóiparban, ahol aláírta első szerződését a Bel Ami-vel. Abban az időben Evans azt mondta, hogy heteroszexuális, és általában nincs szexuális tapasztalata. De George Duroy – a Bel Ami alapítója – meggyőzte őt, hogy csatlakozzon. 2005-ben elkészített első videója után két évvel, 2007-ben egy exkluzív szerződést írt alá, melyet további videók követtek.
2015-ben részt vett az Addicted márka hirdetési kampányában.
Noha 2016-ban visszavonult a szexiparból, 2018-as év közepére Kris Evans álnév alatt az interneten a második legkeresettebb meleg pornó színész volt. Ugyanebben az évben beválasztották a meleg szexipar tíz legbefolyásosabb pornószereplője közé. Ő a Bel Ami egyik legnagyobb sikere  az évtized alatt. 2018 decemberében bejelentették, hogy ő 2018-as év negyedik legkeresettebb meleg pornó színésze az interneten, az előző évben a 33. helyen volt.

### Testépítőként
Evans 2016 óta testépítő, és a FIBO-n 2016-ban Kölnben debütált. Testépítőként az eredeti nevét – Szigeti Csaba – használja.

## Magánélete
Heteroszexuális, barátnője van.

## Filmográfia
- 2005: Bel Ami XL Files 3
- 2007: Bel Ami XL Files 5
- 2008: Pin Ups: Oversized
- 2010: Step by Step: Education of a Porn Star: Kris Evans
- 2010: Step by Step: Jean-Daniel Chagall
- 2010: Three
- 2010: Cocky Friends
- 2010: Drop Your Pants
- 2010: Johan's Journal 4: On the Set
- 2010: Kris and Dolph
- 2010: More Than You Can Handle
- 2011: Doing It Together: The Peters Twins
- 2011: Kris Evans: Up And Close
- 2011: BelAmi 3D
- 2012: Irresistible
- 2012: Peters Twins Doing It Together
- 2012: Summer
- 2012: American Lovers 2
- 2013: Buddies with Benefits
- 2013: Forever Lukas
- 2013: Official Scary Parodies 2: Killer Fucking Compilations
- 2013: Perfect Match
- 2014: Breathless
- 2014: Kinky and Kris
- 2015: Addicted Experience 2
- 2015: Bel Ami Legends
- 2015: Evening Rituals 2
- 2015: Kris and Torsten 1
- 2016: Addicted to Kris
- 2016: Kris and Andrei 1
- 2016: Kris and Andrei 2
- 2016: Kris, Vadim, Darius and Tommy – Condom Archive
- 2016: Photosession: Kris Evans, Ryan Kutcher
- 2016: Kris and Danny – Part 1
- 2016: Kris, Danny and Jean-Luc – Part 2
- 2017: Vadim, Jack and Kris 1
- 2017: Vadim, Jack and Kris 2
- 2017: Photosession: Kris and Zac
- 2017: Kris, Julien and Zac – Part 1
- 2017: Kris, Julien and Zac – Part 2
- 2017: Loving Kris
- 2017: Kris and Roald
- 2017: Kris and Miguel
- 2017: Kris and Jon
- 2017: Backstage: Summer Break – Part 3: Where Is Adam
- 2018: Kris and Raphael
- 2018: Jock Love
- 2018: Forgotten Treasures

## Könyvek
- Bel Ami: Oversized, Bruno Gmünder Verlag, 1. Juni 2011, ISBN 3-86787-094-2
- Bel Ami: 69 Positions of Joyful Gay Sex: Special Edition, Bruno Gmünder Verlag, 12. April 2012, ISBN 3-86787-261-9
- Joan Crisol: Bel Ami Rebels, Bruno Gmünder Verlag, 1. September 2012, ISBN 3-86787-425-5
- Axel Neustädter: Gayma Sutra: The Complete Guide to Sex Positions, Bruno Gmünder GmbH, 1. September 2014, ISBN 3-86787-792-0 (zsebkönyv Evans-szel)
- Axel Neustädter: Loverboys Classic 20: Ab unter die Dusche!, 1. November 2014, ISBN 3-86787-783-1

## Fordítás
- Ez a szócikk részben vagy egészben  a   Kris Evans című német Wikipédia-szócikk fordításán alapul.  Az eredeti cikk szerkesztőit annak laptörténete sorolja fel. Ez a jelzés csupán a megfogalmazás eredetét és a szerzői jogokat jelzi, nem szolgál a cikkben szereplő információk forrásmegjelöléseként.